# Lega calcistica degli Emirati Arabi Uniti 2000-2001
La UAE Football League 2000-2001 è stata la 26ª edizione della massima competizione nazionale per club degli Emirati Arabi Uniti, la squadra campione in carica è l'Al-Ain. Alla competizione prendono parte 12 squadre, il 16 maggio 2001 l'Al-Wahda Sports Cultural Club si laurea per la sua seconda volta campione degli Emirati Arabi Uniti.

## Classifica
|                                | Pos. | Squadra           | G  | V  | N | P  | GF | GS | Pt |
| ------------------------------ | ---- | ----------------- | -- | -- | - | -- | -- | -- | -- |
| Emirati Arabi Uniti (bandiera) | 1    | Al-Wahda          | 22 | 15 | 5 | 2  | 62 | 34 | 50 |
|                                | 2    | Al-Ahli Dubai     | 22 | 13 | 3 | 6  | 47 | 36 | 42 |
|                                | 3    | Al-Jazira         | 22 | 11 | 5 | 6  | 47 | 33 | 38 |
|                                | 4    | Al-Ain            | 22 | 10 | 4 | 8  | 33 | 27 | 34 |
|                                | 5    | Al-Wasl           | 22 | 9  | 5 | 8  | 42 | 32 | 32 |
|                                | 6    | Al-Shaab          | 22 | 8  | 8 | 6  | 32 | 26 | 32 |
|                                | 7    | Al-Nasr           | 22 | 8  | 7 | 7  | 40 | 41 | 31 |
|                                | 8    | Al-Shabab         | 22 | 7  | 8 | 7  | 33 | 36 | 29 |
|                                | 9    | Ittihad Kalba     | 22 | 8  | 4 | 10 | 29 | 39 | 27 |
|                                | 10   | Emirates          | 22 | 5  | 7 | 10 | 29 | 38 | 22 |
|                                | 11   | Sharjah           | 22 | 6  | 4 | 12 | 27 | 38 | 22 |
|                                | 12   | Dibba Al-Fujairah | 22 | 2  | 0 | 20 | 15 | 56 | 6  |

Legenda:

      Campione degli Emirati Arabi Uniti 2000-2001, ammessa al Campionato d'Asia per club 2002

      Ammesse alla Coppa delle Coppe dell'AFC 2001-2002

      Ammesse alla Coppa dei Campioni del Golfo 2002

      Retrocessa in UAE Second Division 2001-2002

Note:
Tre punti a vittoria, uno a pareggio, zero a sconfitta.